# ニュウ・ムウン (1940年の映画)
『ニュウ・ムウン（ニュー・ムーン）』（原題・英語: New Moon）は、1940年に製作・公開されたアメリカ合衆国の映画である。1928年にニューヨークで初演されたシグマンド・ロンバーグ作曲、オスカー・ハマースタイン2世作詞のオペレッタ『ニュー・ムーン』の1930年版（ローレンス・ティベット、グレース・ムーア主演）に次ぐ二度目の映画化であり、ロバート・Z・レナードが監督、ジャネット・マクドナルドとネルソン・エディが主演した。本作はマクドナルドとエディの6作目の共演である。

## キャスト
- マリアンヌ・ド・ボーマノワール：ジャネット・マクドナルド
- シャルル：ネルソン・エディ
- ヴァレリー・ド・ロサック：メアリー・ボーランド
- リボー：ジョージ・ズッコ
- ミシェル：H・B・ワーナー
- ルル：バスター・キートン（クレジットなし）

## スタッフ
- 監督/製作：ロバート・Z・レナード
- 脚本：ジャック・デュヴァル、ロバート・アーサー
- 音楽監督：ハーバート・ストサート
- 撮影：ウィリアム・H・ダニエルズ
- 編集：ハロルド・F・クレス
- 美術：セドリック・ギボンズ、エディ今津
- 装置：エドウィン・B・ウィリス
- 衣裳：エイドリアン、ジャイル・スティール
- 録音：ダグラス・シアラー